# Димо Хаджидимов
Димо Хаджидимов (19 лютого 1875, Горно-Броди, Османська імперія — 13 вересня 1924, Софія, Болгарія) — болгарський революціонер і політик, журналіст, активіст Внутрішньої македонсько-одринськоі революційної організації, федеративної Народної партії (болгарської секції) і Болгарської комуністичної партії.
В кінці 1919 року приєднався до БКП. Став секретарем Центральної емігрантської комісії та редактором газети «Визволення».
Був убитий Владо Черноземським за наказом Ванче Михайлова.